# Sébastien de Brossard
Sébastien de Brossard (Dompierre (Orne), 12 de setembre de 1694 - Meaux, Sena i Marne, 10 d'abril de 1730) fou un musicògraf i compositor francès.
Mestre de música en les catedrals d'Estrasburg (1689) i de Meaux (1700) i canonge d'aquesta església. L'obra de més vàlua de Brossard és, sens dubte el Dictionnaire de musique, contenant une explication des termes grecs, italiens et français les plus usités dans la musique (París, 1706), que dedicà a Jacques Bénigne Bossuet, primera obra d'aquest gènere publicada a França; malgrat els errors que conté, figuren en els estudis curiosos i un segell d'originalitat que demostren que el seu autor desconeixia les obres de Tinctor i el lèxic de Janowker, publicat a Praga.
S'ocupà així mateix en bibliografia musical, en la segona part del referit diccionari, i deixà una excel·lent biblioteca, reunida principalment duran la seva permanència a Estrasburg, i la regalà a Lluís XIV, que li concedí dues pensions de 1.200 francs, a més d'una interessant col·lecció d'obres alemanyes degudes les precursores de Johann Sebastian Bach i Georg Friedrich Händel, que el mateix que llur biblioteca figuren avui en la Nacional de París, junt a un meticulós catàleg que d'elles havia fet, amb el títol de Catalogue des auteurs qui ont écrit en toutes sortes de langues, de temps et de pays, soit de la musique en géneral, soit, en particulier, de la musique théorique, prectique, etc.
Com a compositor solament deixà alguns motets.
El 1729 publicà a París un estudi crític del nou sistema de notació musical de Demotz, titulat Lettre en forme de dissertation a M. Demotz, sur sa nouvelle méthode d'ecrire le plain-chant et la musique.
En morir deixà sense acabar la traducció de la Història de la Música, de Prinz, i planejava una gran obra de bibliografia musical.